# 富士電機デバイステクノロジー
富士電機デバイステクノロジー株式会社（ふじでんきデバイステクノロジー、英文社名：Fuji Electric Device Technology Co.,Ltd、FDT）は、過去に存在した富士電機グループの中核事業会社の一つで磁気記録媒体を製造・設置する企業である。
富士電機株式会社の主要子会社（富士電機機器制御（FCS）、富士電機リテイルシステムズ（FRS））の一つであった。

## 概要
FCSと共に富士電機グループ持株会社体制移行時に新設された企業である。なお、FCSはシュナイダーエレクトリックとの合弁会社に移行し、旧法人は消滅しているため、当社のみが現存する富士電機グループ持株会社体制発足時新設企業となっていた。
2009年6月から2010年3月までの間、電子デバイス部門としての回復を図るため、持株会社である富士電機ホールディングス（Fe、現・富士電機）の社長（当時）であった伊藤晴夫がFDTの社長を兼任することで、Feからの直接指揮で事業整理を実施し、半導体事業及び感光体事業を（当時の）電機システム部門富士電機システムズ株式会社（現・富士電機）に移管して、ディスク媒体専業会社に転換するという大きな変革が行われ、最終的に所有・運営している工場としては山梨事業所のみとなった。
なお、ディスク媒体に関しても、最終的に海外子会社であるマレーシア富士電機社に移管された。
上記事業整理の一環として、2009年11月下旬に希望退職者を募り、FDT・山梨事業所としては開発・試作機能のみに絞ることを一旦発表したが、需要が回復したため2010年1月に希望退職の中止を発表した。
しかし、事業整理を一旦終えた後の2010年11月末になり、（昨年に引き続き）赤字が見込まれることから、2011年度中までに営業、開発の機能も含めて山梨事業所・ディスク媒体をマレーシア富士電機社に移管し、山梨事業所（跡地）は富士電機グループとしての活用と同事業所在籍正社員の希望退職ではなくグループ内雇用維持を発表した。
2011年4月、HDD市場の急激な環境変更が進んだこと、山梨工場も東日本大震災・福島第一原子力発電所事故に伴う計画停電の影響を受けることから予定を前倒しし、全ての事業・組織・資産等をFe及びマレーシア社への移管・継承を同年6月末までに行うこと（開発部門は3月末でマレーシアに移転済みという）と、FDT本体を翌7月1日付けでFeに吸収合併することが合わせて発表・実施され、富士電機デバイステクノロジー株式会社は消滅した。

## 主力製品・事業
- ディスク媒体（磁気記録媒体：アルミ媒体、ガラス媒体、アルミ基板）
  - 従来は、半導体事業及び感光体事業も行っていたが、富士電機に移管されている。

## 主要事業所
- 山梨県南アルプス市飯野221番地の1

## 沿革
- 2003年10月1日 - 富士電機グループによる純粋持株会社化に伴い、富士電機株式会社（富士電機ホールディングス株式会社）電子カンパニーを電子デバイス部門中核事業会社「富士電機デバイステクノロジー株式会社」として新設分割（資本金100億円）
- 2006年4月1日 - 子会社の富士電機ストレージデバイス株式会社・富士電機画像デバイス株式会社を吸収合併
- 2009年
  - 7月1日 - 半導体営業部門を富士電機システムズ株式会社に統合
  - 10月1日 - 半導体事業及び感光体事業を富士電機システムズ株式会社に統合、同時に増資
- 2010年4月1日 - 富士電機グループのセグメント再編により、再編後のプロダクト：ディスク媒体部門の中核事業会社に指名される
- 2011年
  - 6月30日 - 営業・開発・生産（山梨事業所）の事業を海外子会社マレーシア富士電機社へ移管・集約
  - 7月1日 - 富士電機株式会社に吸収合併され、消滅

## 主要関係会社

### 海外グループ企業
- マレーシア富士電機社
- 富士電機アジアパシフィック社
- 富士電機アメリカ社